# Os cuboïde

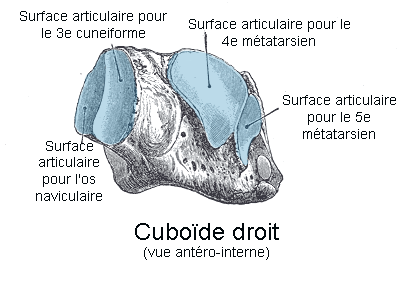
Cuboïde gauche. Vue antéro-interne.

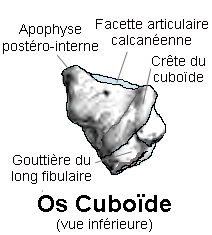
Cuboïde droit. Vue inférieure.

Le cuboïde ou os cuboïde (Os cuboideum) est un des sept os du tarse. C'est l'os le plus latéral de la rangée distale du tarse où il semble prolonger le tubercule du calcanéum.

## Description
Le cuboïde a une forme grossièrement cuboïde comme son nom l'indique.
On lui décrit six faces :

### Face supérieure
La face supérieure est orientée en haut et en dehors et est située dans le prolongement de la face supérieure du calcanéus. Au dessus passe le muscle court extenseur des orteils.

### Face inférieure
La face inférieure ou plantaire présente une gouttière oblique en avant et en dedans : le sillon du tendon du muscle long fibulaire ou  gouttière du cuboïde. Elle est limitée en avant par la crête du cuboïde. À l'arrière la face latérale projette une saillie formant la tubérosité de l'os cuboïde (ou tubercule du cuboïde).
Elle fournit un point d'insertion au muscle tibial postérieur qui est la seule insertion musculaire sur cet os.

### Face postérieure
La face postérieure ou calcanéenne est convexe puis concave de haut en bas. Elle est concave latéralement. Elle est articulaire et répond à la facette articulaire cuboïdienne du calcanéum.
En dedans, en bas et enarrière une éminence prolonge la surface articulaire formant le processus calcanéen du cuboïde (ou apophyse pyramidale du cuboïde ou bec du cuboïde ou apophyse coronoïde du cuboïde).

### Face antérieure
La face antérieure ou métatarsienne est orientée en avant. Elle est entièrement articulaire. Un léger relief la sépare en deux facettes : la facette médiale s'articule avec le quatrième métatarsien et la facette externe plus oblique s'articule avec le cinquième métatarsien.

### Face médiale
La face médiale présente deux facettes articulaires : une plane et ovalaire à sa partie moyenne qui s'articule avec le cunéiforme latéral et en arrière de celle-ci une facette plus petite pour l'os naviculaire.

### Face latérale
La face latérale est petite et étroite marquée par le début du sillon du tendon du muscle long fibulaire.

## Aspect clinique
Un traumatisme ou certaines pratiques comme la danse classique peuvent provoquer une subluxation du cuboïde. Ce déplacement se manifeste par le syndrome du cuboïde.

## Galerie

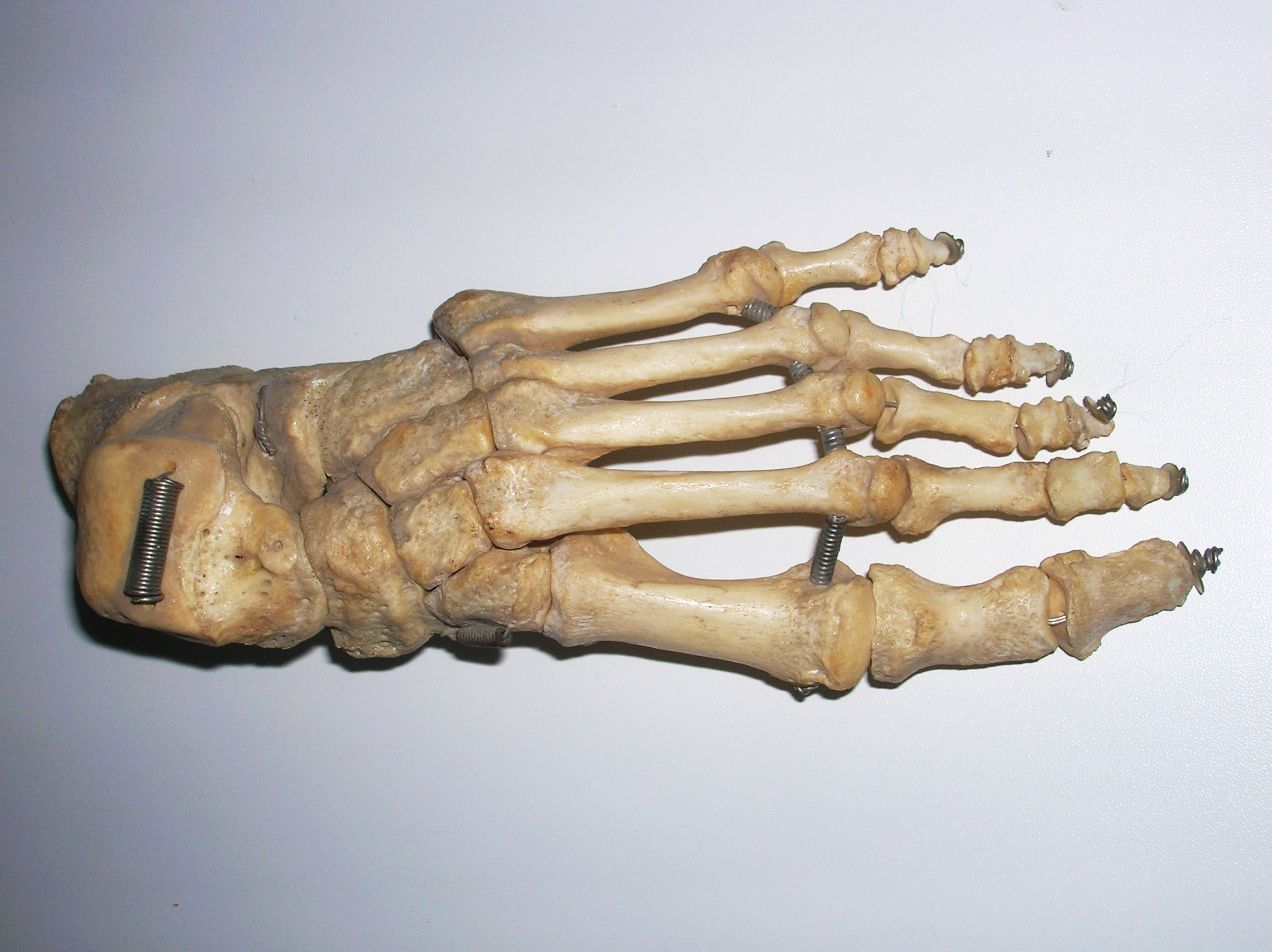
Squelette du pied, vue dorsale.
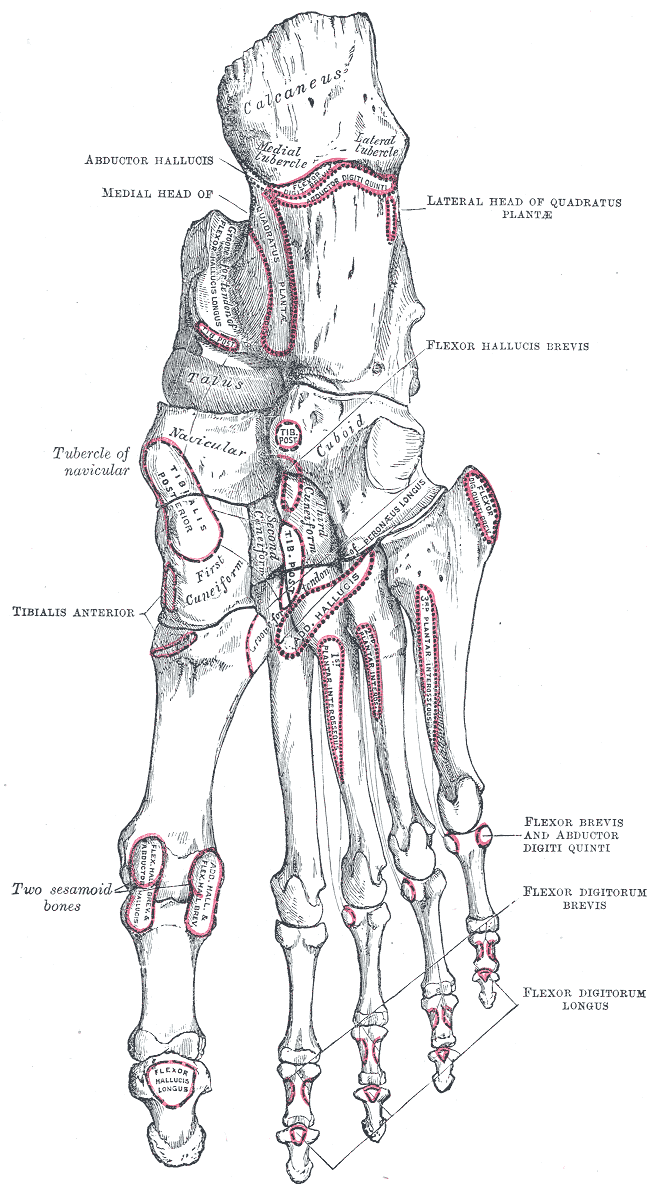
Vue plantaire des os du pied droit
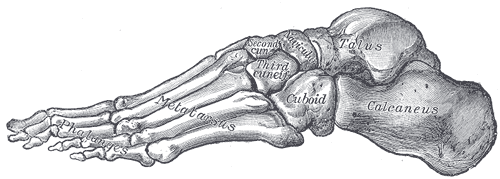
Bord externe du pied
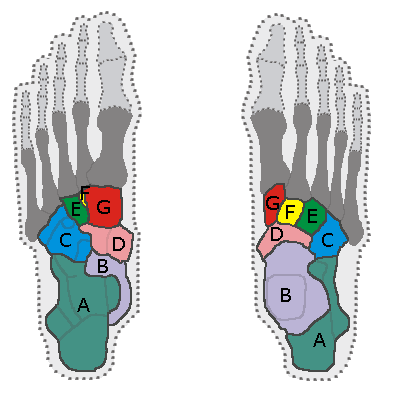
Les os du pied. Vue de dessous (à gauche) et de dessus (à droite). A=calcaneus ; B=talus ; C=CUBOÏDE ; D=naviculaire ; E,F,G=cunéiformes ; en gris foncé, les métatarsiens ; en gris clair, les phalanges.